# جهاد الخالدي
جهاد الخالدي موسيقية سعودية، الرئيس التنفيذي السابق لهيئة الموسيقى في السعودية.

## السيرة العلمية والعملية
عملت الخالدي عازفة كمان ضمن الأوركسترا المصرية لمدة ثماني سنوات، وهي حاصلة على البكالوريوس في عزف الكمان وفي نظرية الموسيقى من المعهد العالي للموسيقى في القاهرة، ولها خبرة في المجال الموسيقي وصلت وقت تعيينها رئيسا تنفيذيا لهيئة الموسيقى في 23 فبراير 2020، لأكثر من 33 سنة.